# 中野佐三
中野 佐三（なかの すけぞう、1902年（明治35年）2月25日 - 1969年（昭和44年）8月22日）は、日本の心理学者。香川県出身。東京文理科大学卒業。戦後、東京教育大学教授、1954年「児童の思考についての実験的研究」で東京教育大学より文学博士の学位を取得。1965年定年退官、名誉教授、和洋女子大学教授。児童心理学、教育心理学。

## 著書
- 『児童の思考心理』金子書房、1949
- 『教育心理』改訂版.誠文堂新光社、1955 教職教養シリーズ
- 『子どもと家族関係』福村出版、1967 乳幼児の教育

### 共編著
- 『児童教育講座 第7巻 幼児の教育』武政太郎共著　叢文閣、1936
- 『学習心理学 原理と指導』後藤岩男共編 世界社、1950
- 『教育心理』編 誠文堂新光社、1950 教職教養シリーズ
- 『できない子供の教育』編 新光閣、1953
- 『精神衛生』高木四郎共編 金子書房、1954
- 『教育心理実験講座』全7巻 阪本一郎、鈴木清共編 岩崎書店、1955-1956
- 『問題解決の心理』小口忠彦共編 牧書店、1956
- 『児童心理選書 第1巻 こどもの性格教育』編　金子書房、1957
- 『児童心理選書 第2巻　児童画と性格』編 金子書房、1957
- 『児童心理選書 第6巻　学級経営と児童心理』編 金子書房、1957
- 『児童心理選書 第8巻　算数科の教育心理』編 金子書房、1957
- 『子どもの性格づくり 下 (幼稚園期)』編著 全日本社会教育連合会、1959 道徳教育新書
- 『高校生のすべて』石平俊徳共著 普通社、1962 母と子の勉強室三部作

## 論文
- 「心的作業繰返へしに於ける心的構へについて」 『教育心理研究』 第8巻 5号 1933
- 「先行経験の単語の意味把握に及ぼす影響」 『教育心理研究』 第10巻 3号 1935
- 「ルソーの児童観について」 『教育心理研究』 第10巻 8号 1935
- 「向性指数について」 『教育心理研究』 第11巻 1号 1936
- 「再び、向性指数について」 『教育心理研究』 第11巻 5号 1936
- 「一幼児の知能行動の観察」 『教育心理研究』 第11巻 6号 1936
- 「論理的思考の発達的研究」 『教育心理研究』 第14巻 10号 1939
- 「形態美に関する若干の考察」 東京文理科大学 『教育心理研究紀要』 第1輯 培風館 1941
- 「問題解決と学習」 『児童心理叢書 IX. 学習指導』 金子書房 1948
- 「学級編成の問題と男女共学」 『児童心理』 第3巻 3号 1949
- 「男女混合集団とその指導」 『児童心理』 第3巻 12号 1949
- 「学習の原理」「学習の指導」 依田新編 『教育心理学』 金子書房 1950
- 「教育評価」 『教育大学講座 30. 教育心理学』 金子書房 1950
- 「ドリルの問題」 『児童心理』 第5巻 4号 1951
- 「学習指導と学習能力」 『教育心理講座 2. 学習指導の心理』 金子書房 1953
- 「科学的思考の発達と訓練」 『児童心理』 第7巻 8号 1953
- 「学習の心理」「教育と環境」 『教育研究事典』 金子書房 1954
- 「教科・科目の好き嫌いについての調査」 『児童心理』 第10巻 1号 1956
- 「心理学の諸学派が教育心理学に果たした役割 1. 結合説」 『現代教育心理学大系 5. 学習指導の基礎』 中山書店 1958

## 参考
- コトバンク
- 『日本心理学者事典』クレス出版、2003年。ISBN 4-87733-171-9。